# Carlton FC
Carlton Football Club är en professionell australiensk fotbollsklubb från Melbourne, Australien. Klubben spelar i landets högsta serie, Australian Football League, och var ett av åtta ursprungslag i serien 1897. Ursprungligen representerade klubben förorterna Carlton. Hemmamatcherna spelas numera antingen på Docklands Stadium eller Melbourne Cricket Ground, men historiskt har de flesta hemmamatcher spelats på Princes Park i Carlton. Klubben har haft en lång och framgångsrik historia och räknas tillsammans med rivalerna AFL Col, AFL Ess och AFL Ric som en av ligans "Big Four".